# 斎藤巳三郎
斎藤 巳三郎（さいとう みさぶろう、1864年1月13日（文久3年12月5日） - 1936年（昭和11年）9月24日）は、日本の政治家。衆議院議員（2期）。

## 経歴
新潟県出身。農業を営む。新潟市会議員、同参事会員となる。また、日本東石油会社専務取締役、東源石油(株)社長を務めた。
1902年の第7回衆議院議員総選挙において新潟市選挙区から無所属で立候補したが落選した。翌年の第8回衆議院議員総選挙でも落選。1908年の第10回衆議院議員総選挙において新潟市選挙区から無所属で立候補して当選する。1912年の第11回衆議院議員総選挙で落選した。1920年の第14回衆議院議員総選挙において新潟1区から憲政会公認で立候補して当選する。衆議院議員を2期務め、1924年の第15回衆議院議員総選挙には立候補しなかった。1936年に死去した。